# IK Oddevold
IK Oddevold (IKO) är en fotbollsklubb från Uddevalla bildad 3 juli 1932.
IK Oddevold har spelat en säsong i Allsvenskan, 1996. Klubben hade dessförinnan etablerat sig i svensk elitfotboll genom att under cirka ett decennium höra till toppen av näst högsta serien samt även haft tidigare perioder då man var nära Allsvenskan. Säsongen 2025 spelar laget fortsatt i Superettan efter att ha slutat på en 12:e plats i Superettan säsongen 2024.
De viktigaste hemmamatcherna spelas på Rimnersvallen, men man har utöver denna även den egna stora anläggningen Thordéngården. Där finns det klubbhus, träningsanläggning och matchplaner.
Oddevold har en utbredd ungdomsverksamhet[källa behövs]. Bra ungdomsverksamhet verkar viktigt i klubben som kanske hjälps av Elitidrottsgymnasiet (Fotboll, Handboll, Friidrott och Simning) i Uddevalla. Ungdomsverksamheten har även belönats med stöd i flermiljonsklassen av företagsledaren Percy Barnevik, som är uppvuxen i Uddevalla. Klubben arrangerar dessutom varje sommar fotbollscupen Oddebollen för ungdomar.

## Historia
Klubben startades som ett stadsdelslag och kallades Karlsbergs IF. Efter ett namnbyte till IK Brage upptäcktes att detta redan var upptaget. Därpå anammades först Blixtens IK under en mycket kort tid innan föreningsnamnet IK Oddevold valdes. Oddevold är ett tidigare namn på staden Uddevalla.

### Ett framgångsrikt 1950-tal
1950-talet innebar en framgångsrik period. Oddevold fick inledningsvis inte spela på Rimnersvallen utan skeppsredaren Gustaf B Thordén uppförde istället Oddevallen som invigdes 1951. Under en match mot Skärhamn slogs dessutom publikrekord för fotboll i Uddevalla.
Thordén slog även samman Varvets IF med Oddevold. Thordén fortsatte att engagera sig för Oddevold. Hans arbete för Oddevold äras idag genom klubbens tidigare kansli, Thordén Hill, och den nya anläggningen, Thordéngården, som invigdes 25 maj 2002.

### Avancemang i seriesystemet
Samtidigt som Oddevold fick lov att spela på Rimnersvallen började klubben också avancera i seriesystemet.[när?] Med framgångarna kom också nya publikrekord. Under två matcher mot Örgryte IS (18 000) respektive BK Häcken (18 229) sattes publikrekord för division 3 som tycks mycket svårslagna.[när?]

### 1980-talet och spel i division 1 (div 2)
Under 1970-talet med bland andra Gunnar Gren som tränare åkte klubben upp och ner mellan dåvarande division 3 och 4 (idag division 2 och 3). Så kom då 1980-talet och med det mer framgångar för Oddevold genom stöd från bland andra Gustaf Mattsson och Näringslivets Intressegrupp.
1981 förflöt med relativt lätt seger för IKO i division 3 och Tommy Reinhardt (klubbens kanske meste målskytt) vann naturligtvis skytteligan. Oddevold åkte dock ur näst högsta serien omgående 1982 trots ett kort inhopp på tränarbänken av Roy Hodgson.
Från 1985 var Peter Engelbrektsson tränare. De första två åren i div. 3. 1985 vann laget 3. div och genom seger i en kvalificeringsmatch fick klubben återigen spela i den näst högsta serien. Genom serieomläggning detta år fick därmed Oddevold spela i div 1 följande spelår.
Peter Engelbrektsson var tränare för laget i ytterligare fyra år i div 1 södra. Ass tränare dessa år var Stefan Larsson de två första åren, Tommy Reinhardt i tre kommande åren och L-O Mattsson i det sista för han blev huvudtränare 1992.

### Framgångsrika år i division 1 och serieseger
1986 blev Oddevold på nytt klara för division 1 efter kvalseger i dubbelmöten mot småländska Gullringen. Denna gång lyckades man stanna kvar mycket längre. Klubben etablerade sig i toppen av näst högsta serien under många år och gick upp till Allsvenskan 1996.
Säsongen 1995 blev naturligtvis oerhört kul för dem som höll på Oddevold. Laget började dock illa och låg sist efter fem omgångar. Laget under Torbjörn Nilssons ledarskap förändrade dock bilden markant under resterande säsong. Seriesegern säkrades via 5-2 mot IFK Hässleholm på Skarsjövallen i Ljungskile, eftersom Rimnersvallen då var stängd på grund av kommunal strejk.

### Allsvensk debut 1996
Den allsvenska debutmatchen blev lyckad och Stefan Vennberg blev den historiska första målskytten i matchen mot Trelleborgs FF (3-0). Laget hade även serieledningen ett tag, men verkligheten kom snabbt krypande och första besöket i allsvenskan blev endast ettårigt.
Oddevolds försök att inte tappa mer mark under 1997 blev fruktlösa. Nanne Bergstrand på tränarbänken försökte hjälpa klubben till nytt kontrakt i division 1 södra, men skador och spelarförluster satte stopp för detta och innebar ett 1998 med spel i division 2 västra.
Inför 1998 kom Tommy Reinhardt åter till klubben som tränare och lyckades leda laget till nytt kontrakt. Trots detta degraderades laget nästa säsong till Division 3 Nordvästra Götaland. Det blev 5 säsonger i division 3 innan laget på hösten 2003 lyckades kvalificera sig till Division 2 Västra Götaland igen. År 2004 lyckades man hänga kvar i division 2 och även besegra lokalrivalen och seriesegraren Ljungskile SK i kommunderbyt. År 2005 missade man kvalplatsen till den nyskapade Division 1 södra med en poäng. År 2012–2019 spelade Oddevold återigen i division 1 södra. Efter att ha degraderats till div 2 till säsongen 2020, där man slutade 2:a stod man återigen som seriesegrare 2021 då man tog klivit upp till division 1 igen. År 2022 slutade man på en tredjeplats i division 1 södra efter en framgångsrik säsong. Året därpå vann Oddevold serien före Falkenbergs FF och blev för första gången efter 19 år uppflyttade till Sveriges näst högsta serie. Första säsongen i Superettan slutade IK Oddevold på en 12:e plats och undvek därmed nedflyttningskval.

### Miljondonationer till klubben
Under slutet av 1990-talet eller början av 2000-talet donerade företagsledaren Percy Barnevik, som är uppvuxen i Uddevalla, två miljoner till klubben. Enligt Barnevik sköter klubben ungdomsverksamheten föredömligt och han ville med donationen stödja ungdomsarbetet.

### Nybildat kapitalbolag
Inför säsongen 2008 bildade Oddevold ett kapitalbolag för att förbättra de ekonomiska förutsättningarna, vilket bidrar till utveckling av klubben och förutsättningar för avancemang i seriesystemet.

## Tränare genom åren
| - Frank Soo - Per Svensson (1967-1968) - Elemer Czastry (1969) - Sven Andersson (1970-1971) - Sten-Erik Johansson (1972) - Christer Tonning (1974) - Verner Johansson (1974) - Leif Karlsson (1974-1975) - Gunnar Gren (1976) - Blagoja Vucidolov (1977-1978) - Håkan Hansson (1978-1979) - Jan Nordström (1980-1982) - Roy Hodgson (1982) - Jan Olsson (1983) - Christer Hällgren (1984) - Peter Engelbrektsson - Torbjörn Nilsson (1994–1995) - Olof Engelbrektsson (1996, 2007) - Nanne Bergstrand (1997) - Tommy Reinhardt (1998–1999) - Leif Andersson (2000–2001) | - Sören Lorentzon (2002) - Johan Brinck (2002–2005, 2006) - Bo Wålemark (2003–2006) - Jörgen Ericson (2007–2008) - Stefan Vennberg (2008) - Christian Fredriksson (2009) - Per Dalman / Peter Svensson (2009) - Jan-Erik Lien (2010–2014) Tony Fylksjö (2010–2015) - Lars-Olof Mattsson (1990, 2014–2015) - Jonas Rehnberg (2016–2017) - Hans Prytz (2017–2018) - Janne Carlzon (2017–2019) - Lennart ”Kral” Andersson (2019) - Rikard Nilsson / Robin Rundström (2020-) |

## Spelartruppen
| Nummer      | Land           | Spelare                 | Födelsedatum         | Kom från          | Moderklubb        |           |
| Målvakter   | Målvakter      | Målvakter               | Målvakter            | Målvakter         | Målvakter         | Målvakter |
| ----------- | -------------- | ----------------------- | -------------------- | ----------------- | ----------------- | --------- |
| 1           | Sverige        | Armin Ibrahimovic       | 14 januari 1998      | Utsiktens BK      | FC Bosona         |           |
| Försvarare  |                |                         |                      |                   |                   |           |
| 4           | Sverige        | Philip Engelbrektsson   | 5 juli 2000          | IK Oddevold U     | IK Oddevold       |           |
| 5           | Sverige        | Anton Snibb             | 13 september 1996    | Notodden          | Göta BK           |           |
| 7           | Sverige        | Filip Karlin            | 2 juni 1998          | Ljungskile SK     | IFK Uddevalla     |           |
| 21          | Sverige        | Alexander Almqvist      | 20 april 2000        | IF Brommapojkarna | Trollhättans BoIS |           |
| 23          | Sverige        | Viktor Krüger           | 19 februari 2000     | Gais              | Timmernabbens IF  |           |
| -           | Sverige        | Erik Hedenquist         | 2 januari 1999       | Landskrona BoIS   | Partille IF       |           |
| -           | Sverige        | Jesper Merbom Adolfsson | 15 januari 1999      | Gefle IF          | Lessebo GoIF      |           |
| Mittfältare |                |                         |                      |                   |                   |           |
| 8           | Sverige        | Oscar Iglicar Berntsson | 31 juli 1997         | IF Elfsborg       | Hogstorps IF      |           |
| 10          | Sverige        | Liridon Kalludra        | 5 november 1991      | Kristiansund      | IK Svane          |           |
| 12          | Nordmakedonien | Daniel Krezic           | 3 maj 1996           | Cork City         | BK Häcken         |           |
| 14          | Sverige        | Carl Ådahl              | 14 juni 2004         | IK Oddevold U     | Stala IF          |           |
| 17          | Sverige        | Olle Kjellman Olblad    | 19 juni 2002         | IFK Hässleholm    | IFK Osby          |           |
| 18          | Sverige        | Gustav Forssell         | 6 april 2000         | Torslanda IK      | Torslanda IK      |           |
| 20          | Sverige        | Adam Engelbrektsson     | 23 augusti 1996      | FC Trollhättan    | IK Oddevold       |           |
| 26          | Sverige        | Gabriel Sandberg        | 10 mars 2003         | Venezia           | Nyköpings BIS     |           |
| Anfallare   |                |                         |                      |                   |                   |           |
| 9           | Sverige        | Linus Tornblad          | 2 juli 1993          | Ljungskile SK     | Azalea BK         |           |
| 13          | Sverige        | Adam Stroud             | 12 april 2005        | Rosseröds IK      | IK Oddevold       |           |
| 15          | Sverige        | Assad Al Hamlawi        | 27 oktober 2000      | Prime Bangkok     | Smedby BoIK       |           |
| 19          | Sverige        | Endrim Salihi           | 19 juli 2006         | IFK Göteborg      | IFK Uddevalla     |           |
| 15          | Norge          | Adrian Rogulj           | 3 April 1999 (26 år) | FC Emmen          |                   |           |

### Utlånade spelare
| Nr | Land     | Pos | Namn                                       |
| -- | -------- | --- | ------------------------------------------ |
| 2  | Hongkong | F   | Alex Jojo (i Eastern SC till 30 juni 2025) |

| Nr | Land | Pos | Namn |
| -- | ---- | --- | ---- |

### Fotnoter
1. ↑  Martin Alsiö (26 juli 2004). ”De allsvenska klubbarnas födelsedagar”. Bolletinen. http://www.bolletinen.se/sfs/allsvenskan/grundades.pdf. Läst 10 oktober 2011.
2. ↑  ”Arkiverade kopian”. Arkiverad från originalet den 14 februari 2013. https://web.archive.org/web/20130214065808/http://bohuslaningen.se/bloggar/1.1483418-lasses-bildblogg?blogPostAction=view_post&postingId=19.306747. Läst 25 maj 2012.
3. ↑  ”A-trupp”. IK Oddevold. https://oddevold.se/a-lag/. Läst 25 augusti 2024.
4. ↑  ”IK Oddevold”. SvFF. https://www.svenskfotboll.se/lagsida/ik-oddevold/25552/. Läst 25 augusti 2024.[död länk]
5. ↑  ”IK Oddevold”. fotbolltransfers.com. https://fotbolltransfers.com/klubbar/sverige/ik-oddevold/215. Läst 25 augusti 2024.
6. ↑  ”A-trupp”. IK Oddevold. https://oddevold.se/a-lag/. Läst 2 augusti 2024.
7. ↑  ”IK Oddevold”. SvFF. Arkiverad från originalet den 30 april 2024. https://web.archive.org/web/20240430145916/https://www.svenskfotboll.se/lagsida/ik-oddevold/25552/. Läst 2 augusti 2024.
8. ↑  ”IK Oddevold”. fotbolltransfers.com. https://fotbolltransfers.com/klubbar/sverige/ik-oddevold/215. Läst 2 augusti 2024.